# Анрі Міяларе
Анрі Міяларе (фр. Henri Mialaret, 2 серпня 1855 — 25 лютого 1919) — французький яхтсмен.
Срібний призер Олімпійських Ігор 1900 (1-й заплив у класі 2—3 тонни), 1900 (2-й заплив у класі 2—3 тонни) років.